# City Palace (Udaipur)

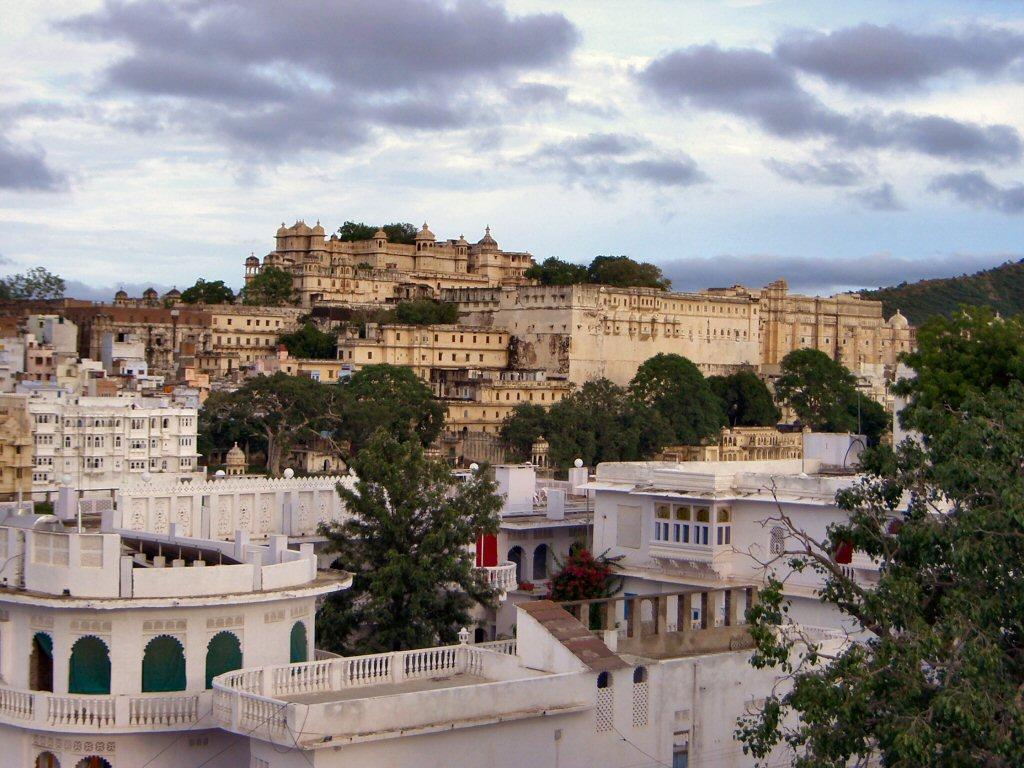
Vista globale del complesso del City Palace

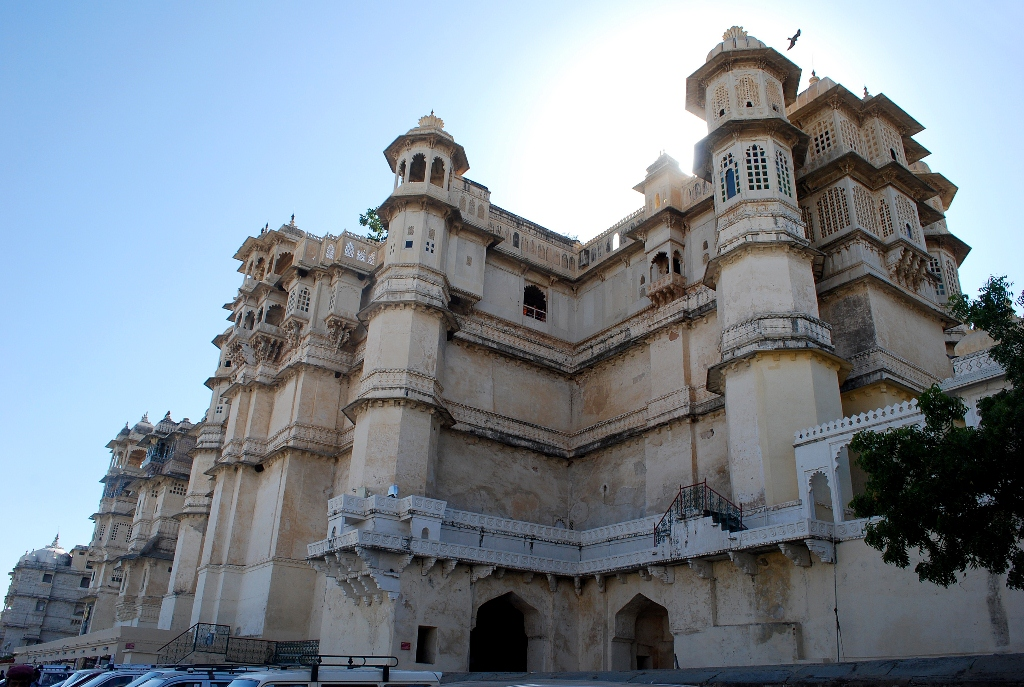
Primo piano del City Palace

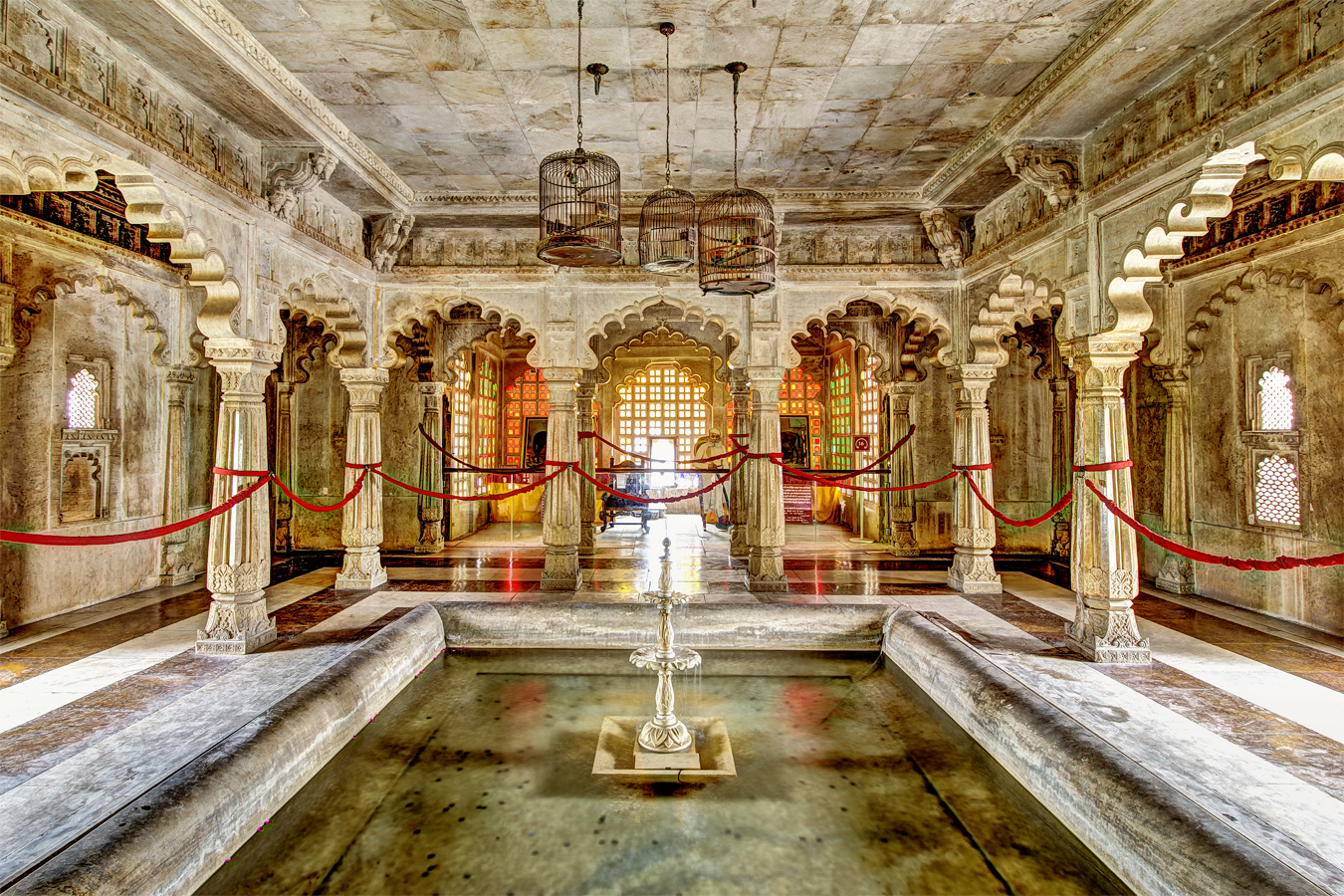
Parte del Badi Mahal nel City Palace di Udaipur

Il City Palace è un complesso di edifici della città di Udaipur, in Rajasthan. Fu costruito in un periodo di circa 400 anni, da diversi sovrani del regno Mewar. La costruzione ebbe inizio nel 1553, ad opera del Maharana Udai Singh II, sisodia del clan Rajput che trasferì la capitale da Chittor alla nuova città di Udaipur. Il palazzo si trova sulla riva orientale del lago Pichola ed è costituito da diversi edifici.
Il City Palace di Udaipur è stato costruito in stile fiammeggiante ed è considerato il più grande del suo genere nello Stato del Rajasthan. È stato costruito in cima ad una collina, in una fusione di architettura del Rajasthan e Moghul, offrendo una vista panoramica della città e dei suoi dintorni. Affacciato sul Lago Pichola, ha nelle vicinanze diversi monumenti storici come il Lake Palace, lo Jag Mandir, il Tempio Jagdish, il Monsoon Palace e il tempio Neemach Mata. Situati all'interno della catena montuosa degli Aravali, questi monumenti sono associati alla cultura popolare in quanto presenti nel film di James Bond, Octopussy.

## Storia
Il City Palace venne costruito in concomitanza con l'istituzione e costruzione della città di Udaipur, come nuova capitale del regno, da parte del Maharana Udai Singh II e completato dai suoi successori in un periodo di circa quattro secoli. I Maharana vissero e amministrarono il loro regno da questo palazzo, rendendo in tal modo il complesso un importante punto di riferimento storico.
Il regno Mewar fiorì inizialmente a Nagda (30 km. a nord di Udaipur), fondato nel 568 da Guhil, il primo Maharana di Mewar. Nell'VIII secolo, la capitale venne spostata a Chittor, una città sita su un colle dalla quale i Sisodia regnarono per 80 anni. Il Maharana Uday Singh II ereditò il regno di Mewar a Chittor nel 1537 ma in quel periodo c'erano segni della possibilità di perdere il forte nel corso della guerra contro i Moghul. Pertanto, Udai Singh II scelse il sito adiacente al lago Pichola, come capitale del suo regno, in quanto protetto da una foresta da tutti i lati, dalla costa del lago e dai monti Aravalli. Scelse così questo luogo per la sua nuova capitale, molto prima del saccheggio di Chittor ad opera dell'imperatore Akbar, su consiglio di un eremita che aveva incontrato durante una delle sue battute di caccia.
La prima struttura reale da lui fatta costruire fu il cortile reale o 'Rai Angan', che costituì l'inizio della costruzione del complesso del City Palace. Essa venne costruita nel luogo in cui l'eremota aveva suggerito al Maharana di costruire la sua nuova capitale.
Dopo la morte di Udai Singh II, nel 1572, suo figlio Maharana Pratap gli succedette sul trono, ma venne sconfitto dall'imperatore Moghul Akbar alla Battaglia di Haldighati, nel 1576, e Udaipur cadde sotto il dominio dei Moghul. Dopo la morte di Akbar, Mewar venne restituita al figlio e successore del Maharana Pratap, Amar Singh I, da parte di Jahangir. Comunque, l'esercito Moghul inviò diverse spedizioni contro l'impero Mewar, culminate poi in un trattato di pace tra i due regnanti.
Ma a seguito dell'incremento degli attacchi da parte dell'impero Maratha, a partire dal 1761, Udaipur e lo Stato Mewar caddero in cattive acque e andarono in rovina. Nel 1818, il Maharana Bhim Singh firmò un trattato con il Regno Unito accettando la sua protezione contro l'altro impero. Dopo l'indipendenza dell'India, nel 1947, il regno di Mewar, insieme ad altri stati principeschi del Rajasthan, si fuse nell'India democratica, nel 1949. I re Mewar persero così i loro privilegi reali e i titoli nobiliari. I successivi Maharana, tuttavia, mantennero la titolarità dei palazzi a Udaipur e convertirono parti del complesso in hotel di lusso.

## Architettura

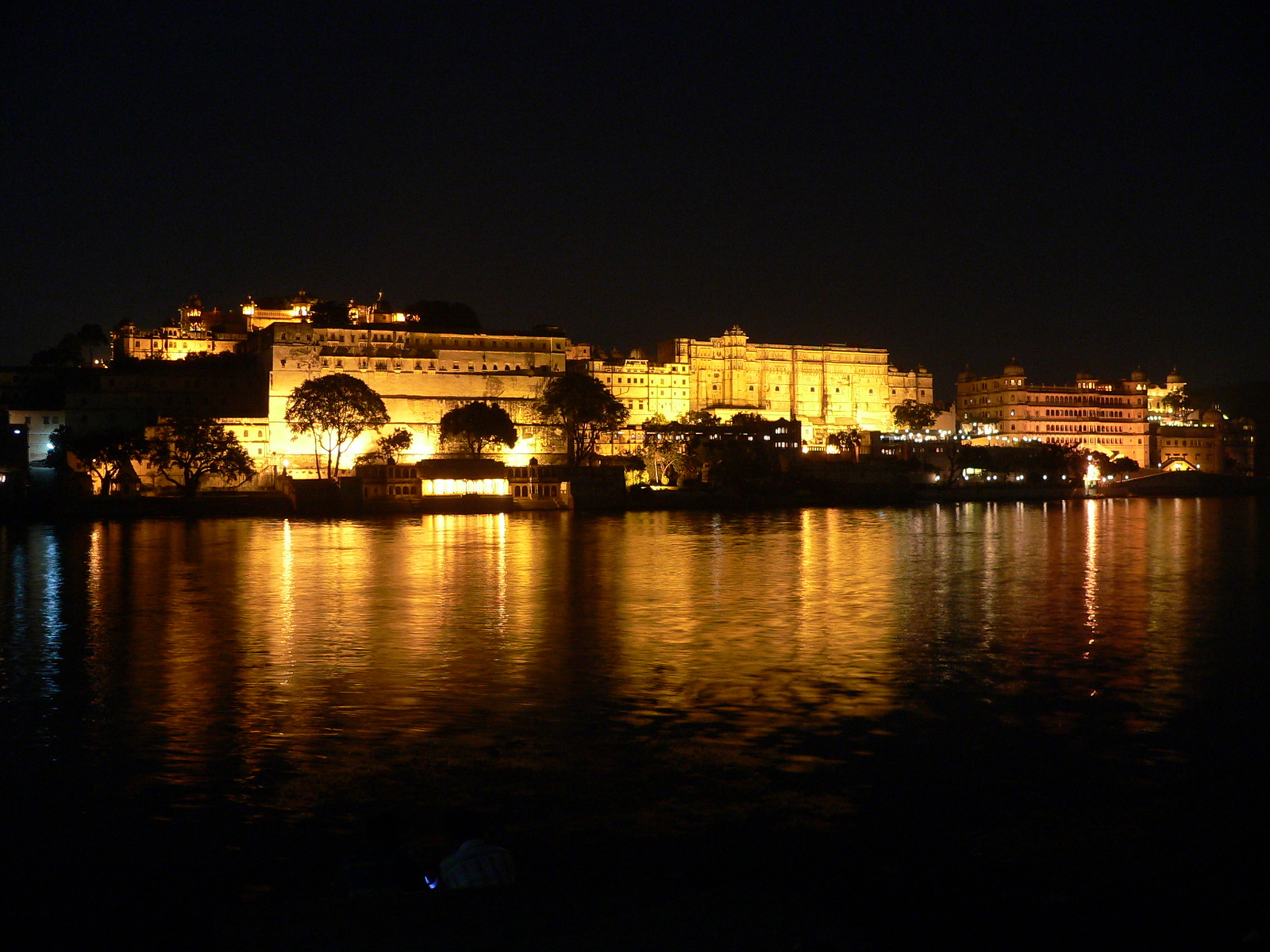
Vista panoramica notturna del complesso del City Palace.

La serie di palazzi che costituiscono il complesso, dietro una bella facciata lunga 244 m. e alta 30.4, vennero costruiti sulla cresta di una collina prospiciente il lago Pichola. Si trovano nella città di Udaipur, ad un'altezza di 598 metri s.l.m. Costruiti in un lungo periodo, dal 1559 in poi, da 76 generazioni di Sisodia Rajput. Molti Maharana, a partire da Udai Singh II, hanno contribuito alla loro edificazione, costituita da un agglomerato di diverse strutture, 11 piccoli palazzi. L'aspetto unico di questo agglomerato è dato dalla progettazione architettonica distintamente omogenea. Il complesso del palazzo è stato costruito interamente in granito e marmo. Gli interni del complesso con i loro balconi, torri e cupole, presentano delicati lavori di specchi, marmo, affreschi e pitture murali, argenti, intarsi e vetro colorato. La struttura offre una vista sul lago e la città di Udaipur dalle sue terrazze superiori.
I palazzi all'interno del complesso sono interconnessi attraverso una serie di quadrilateri con corridoi a zig-zag, realizzati in questo modo per evitare attacchi a sorpresa da parte dei nemici. Dopo essere entrati attraverso la porta principale Tripolia (tripla), si incontrano il Suraj Gokhda (facciata principale), il Mor-Chowk (cortile del pavone), il Dilkhush Mahal (gioia del cuore), il Surya Chopar, il Sheesh Mahal (palazzo di vetro e specchi), il Moti Mahal (palazzo delle perle), il Krishna Vilas (dal nome del dio Krishna), lo Shambu Niwas (residenza reale attuale), il Bhim Vilas, lo Amar Vilas (con un giardino pensile) che si affaccia sul Badi Mahal (grande palazzo), il Palazzo Fateprakash e lo Shiv Niwas Palace; gli ultimi due sono stati trasformati in hotel di lusso. Il complesso dispone di un ufficio postale, banca, agenzia di viaggi, numerosi negozi di artigianato e una boutique indiana appartenente al World Wildlife Fund (WWF). L'intero complesso è di proprietà della famiglia reale Mewar, amministrato da diverse fondazioni che si occupano del mantenimento delle strutture.

## Strutture facenti parte del complesso
Porte
Le porte d'accesso, colloquialmente dette Pols, non poste ad oriente della città di Udaipur e danno accesso al complesso di palazzi.
L'ingresso principale avviene attraverso la Bara Pol (porta grande), che dà accesso al primo cortile. La Bara Pol (costruita nel 1600) porta alla Tripolia Pol, una porta ad arco triplo costruita nel 1725, che dà accesso all'entrata settentrionale. La strada tra la porta e il palazzo è fiancheggiata da negozi e chioschi di proprietà di artigiani, librai, miniatori e commercianti tessili. Tra queste due porte, sono eretti otto archi di marmo o Toranas. Si dice che i Maharana venivano pesati qui e l'equivalente in oro e argento veniva poi distribuito tra la popolazione locale. Dopo il cancello Tripolia c'è un'arena di fronte alla Toran Pol e la facciata del palazzo, la Manak Chowk, dove in passato si svolgevano i combattimenti tra elefanti per testare la loro abilità prima di iniziare campagne di guerra.
L'accesso all'elemento principale del City Palace avviene da una modesta porta che da sulla terrazza Ganesha Deodhi. La porta è fiancheggiata da pareti bianche dipinte con animali marziali nel tradizionale stile Rajput.
Amar Vilas
Amar Vilas è il cortile più elevato all'interno del complesso, ed è un giardino pensile. Esso dà accesso al Badi Mahal. Fu costruito in stile Moghul come padiglione di piacere ed è contornato da arcate che racchiudono una vasca di marmo quadrato. Amar Vilas è il punto più elevato del palazzo e dispone di splendidi giardini pensili con fontane, torri e terrazze.

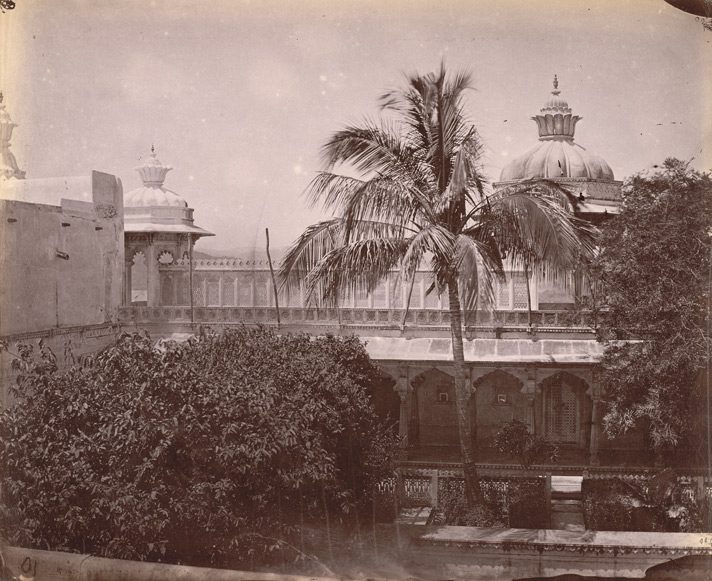
Badi Mahal
Il Badi Mahal (grande palazzo), noto anche come Garden Palace, è l'edificio centrale posto su una roccia naturale alta 27. Le stanze al piano terra corrispondono al quarto piano degli edifici vicini in virtù della differenza di altezza del terreno su cui sono costruiti. Vi è una piscina, un tempo usata per Holi festival (festival dei colori). In una sala adiacente si trovano dipinti in miniatura del XVIII e XIX secolo, oltre a pitture murali di Jag Mandir (come si presentavano nel XVIII secolo), Visnù del tempio Jagdish, il cortile e una lotta di elefanti.
Bhim Vilas

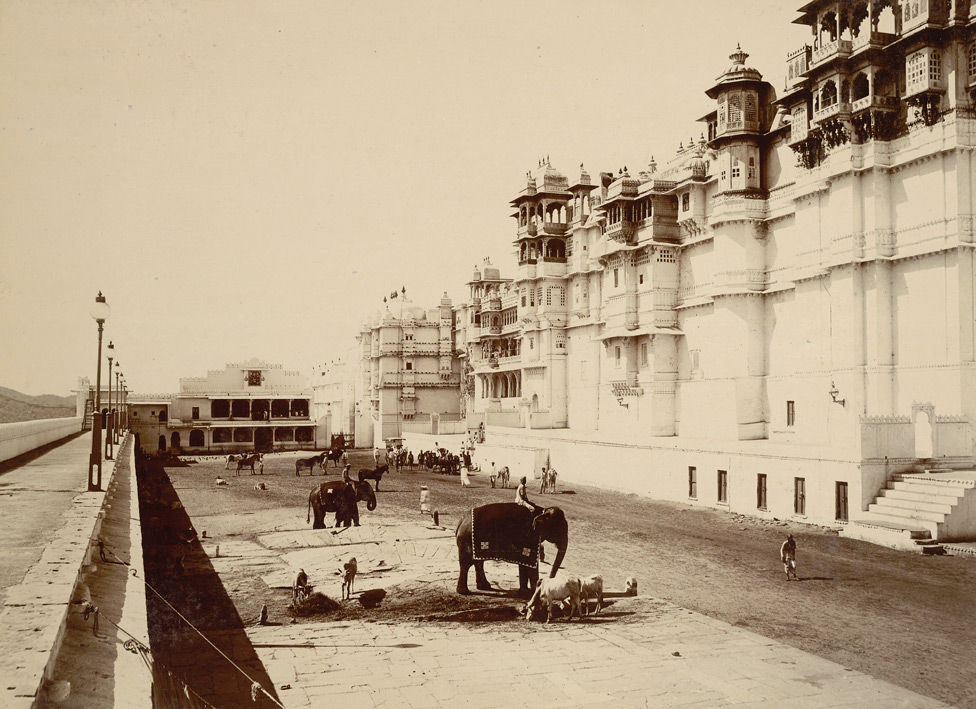
La lotta tra elefanti avveniva in questo luogo

La Bhim Vilas ha una galleria di miniature che narrano la vera storia di Rādhā-Krishna.
Chini Chitrashala
Chini Chitrashala (arte cinese) espone una serie di ceramiche cinese e olandese.
Choti Chitrashali
Choti Chitrashali o Esposizione di piccole pitture, fu realizzata nei primi anni del XIX secolo, con dipinti di pavone.
Dilkhusha Mahal
Dilkhusha Mahal o ‘Palazzo della gioia’ venne costruito nel 1620.
Durbar hall
Durbar Hall venne costruito nel 1909, nel Fatehpraksh Palace, come sala per cerimonie ufficiali come banchetti di stato e riunioni. La galleria della sala veniva utilizzata dalle dame reali per osservare il passeggio nel cortile (Durbar). Questa sala è dotata di lussuosi interni con grandi candelabri. Vi sono esposte armi dei Maharana e alcuni dei loro ritratti. La prima pietra per questa sala fu posta da Lord Minto, viceré dell'India, nel 1909, durante il regno del Maharana Fateh Singh ed è stata poi chiamata Minto Hall.
Fateprakash Palace
Fateprakash Palace, che è oggi un hotel di lusso, ha una galleria dei cristalli costituita da sedie in cristallo, arredi da tavola, divani, tavoli, sedie e letti, vasellame e fontane da tavola mai usate. Vi è anche un tappeto tempestato di gioielli. Il Maharana Sajjan Singh aveva ordinato questi oggetti rari nel 1877 da F & C Osler & Co di Londra, ma morì prima del loro arrivo. Si dice che i pacchetti che contengono questi cristalli siano rimasti chiusi per 110 anni.
Krishna Vilas

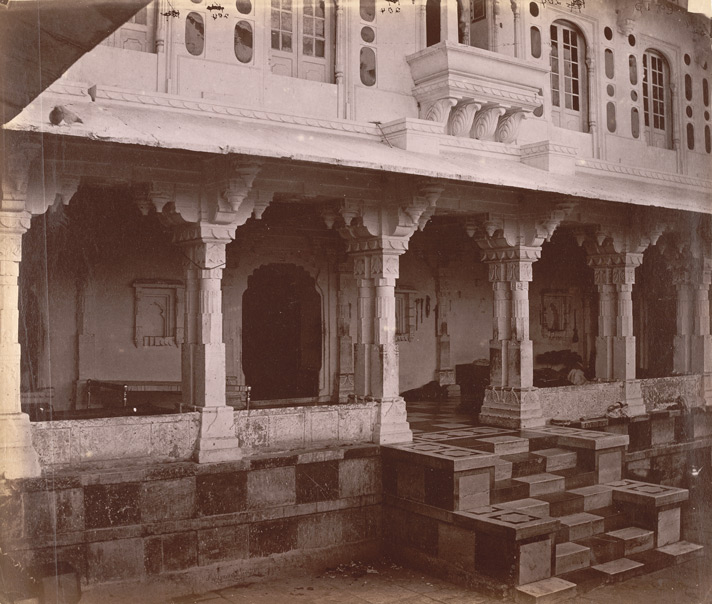
Royal Angan la prima struttura costruita dal Maharana Uday Singh

Krishna Vilas è un'altra sala, con una ricca collezione di miniature che raffigurano processioni reali, feste e giochi dei Maharana.
Laxmi Vilas chowk
Laxmi Vilas Chowk è una galleria d'arte con una collezione di pregevoli dipinti Mewar.
Manak Mahal
Al Manak Mahal si accede dal Manak Chowk ed era una sala dedicata alle udienze pubbliche formali dei governanti Mewar. Ha una nicchia intarsiata completamente in vetro a specchio. Emblemi in scintillante ottone, insegne religiose della dinastia, elemento ricorrente in diverse sale del City Palace ed una raffigurata sulla facciata del Manak Chowk. Il più grande di tali emblemi si trova sulla parete del Surya Chopar, un centro di accoglienza al livello inferiore. Il Surya, emblema della dinastia Mewar, raffigura un Bhil, il sole, il forte di Chittor e un Rajput con una scritta in sanscrito di un citazione dal Bhagavad Gita (sacra scrittura indù), che significa "Dio aiuta coloro che fanno il loro dovere". Era consuetudine che il Maharana offrisse omaggi al Sole guardando ad oriente, ogni mattina, prima di prendere la prima colazione.
Mor Chowk
La Mor Chowk o piazza dei pavoni è integrata nel cortile interno del palazzo. L'elaborato disegno di questa sala è costituito da tre pavoni (rappresentanti le tre stagioni: estate, inverno e monsoni) modellati in altorilievo e coperti da mosaici di vetro colorato, realizzati in tre nicchie contigue dello jharoka. Sono stati realizzati durante il regno di Maharana Sajjan Singh, 200 anni dopo la costruzione del palazzo. I pavoni sono stati realizzati con 5000 tessere tessere, in verde, oro e blu. Gli appartamenti che si trovano di fronte al Chowk sono decorati con scene della leggenda del dio indù Krishna. Al piano superiore, vi è un balcone, fiancheggiato da inserti in vetro colorato. In un annesso, chiamato Kanch-ki-Burj, mosaici e specchi adornano le pareti. La Badi Charur Chowk è un cortile più piccolo per uso privato. Il suo schermo a parete è dipinto e composizioni intarsiati raffigurante Europa an men e indiani donne. Procedendo più lontano dalla Mor-Chowk, nel Zenana Mahal o quarti delle donne squisitamente progettate alcove, balconi, finestre colorate, pareti piastrellate e pavimenti sono visti. Il suo schermo a parete è dipinto e composizioni intarsiati raffigurante Europa an men e indiani donne. Procedendo più lontano dalla Mor-Chowk, nel Zenana Mahal o quarti delle donne squisitamente progettate alcove, balconi, finestre colorate, pareti piastrellate e pavimenti sono visti. Le sue pareti sono dipinte con composizioni intarsiate raffiguranti uomini europei e donne indiane Procedendo oltre il Mor-Chowk, nel Zenana Mahal si giunge negli appartamenti delle donne, squisitamente progettato con alcove, balconi, finestre colorate, pareti e pavimenti piastrellati.
Rang Bhawan
Il Rang Bhawan era il luogo in cìui veniva tenuto il tesoro reale. Vi sono templi dedicati al dio Krishna, Mīrābāī e Shiva.
Sheesh Mahal
Lo Sheess Mahal o palazzo degli specchi e dei vetri fu costruito nel 1716 dal Maharana Pratap per sua moglie Maharani Ajabde.
Museo
Nel 1974, una parte del complesso e del Zenana Mahal (sala delle dame) fu convertita in museo aperto al pubblico.

## Nella cultura di massa
Il palazzo è stato inserito come hotel nel 1985, nel film Octopussy

## Galleria d'immagini

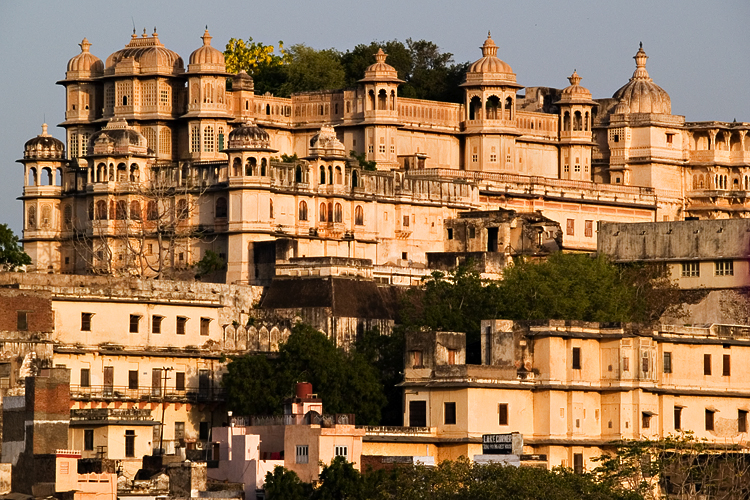
Complesso del City Palace
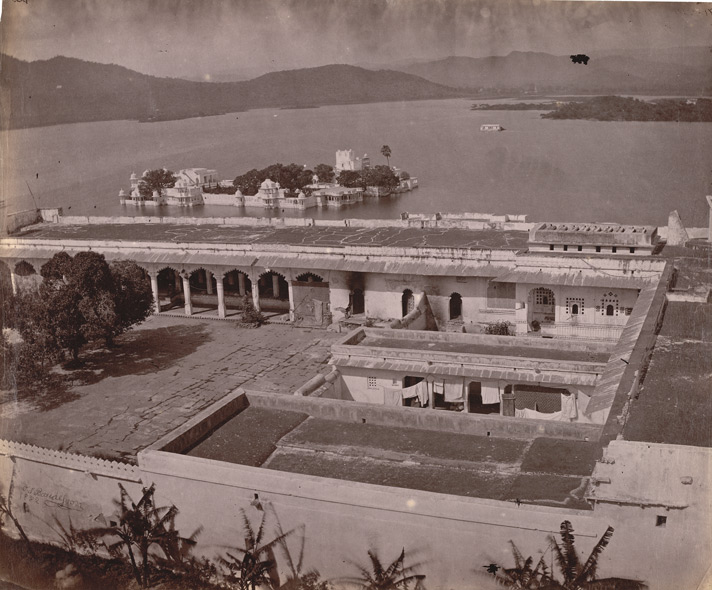
Vista dal Palace sul cortile verso il lago Pichola
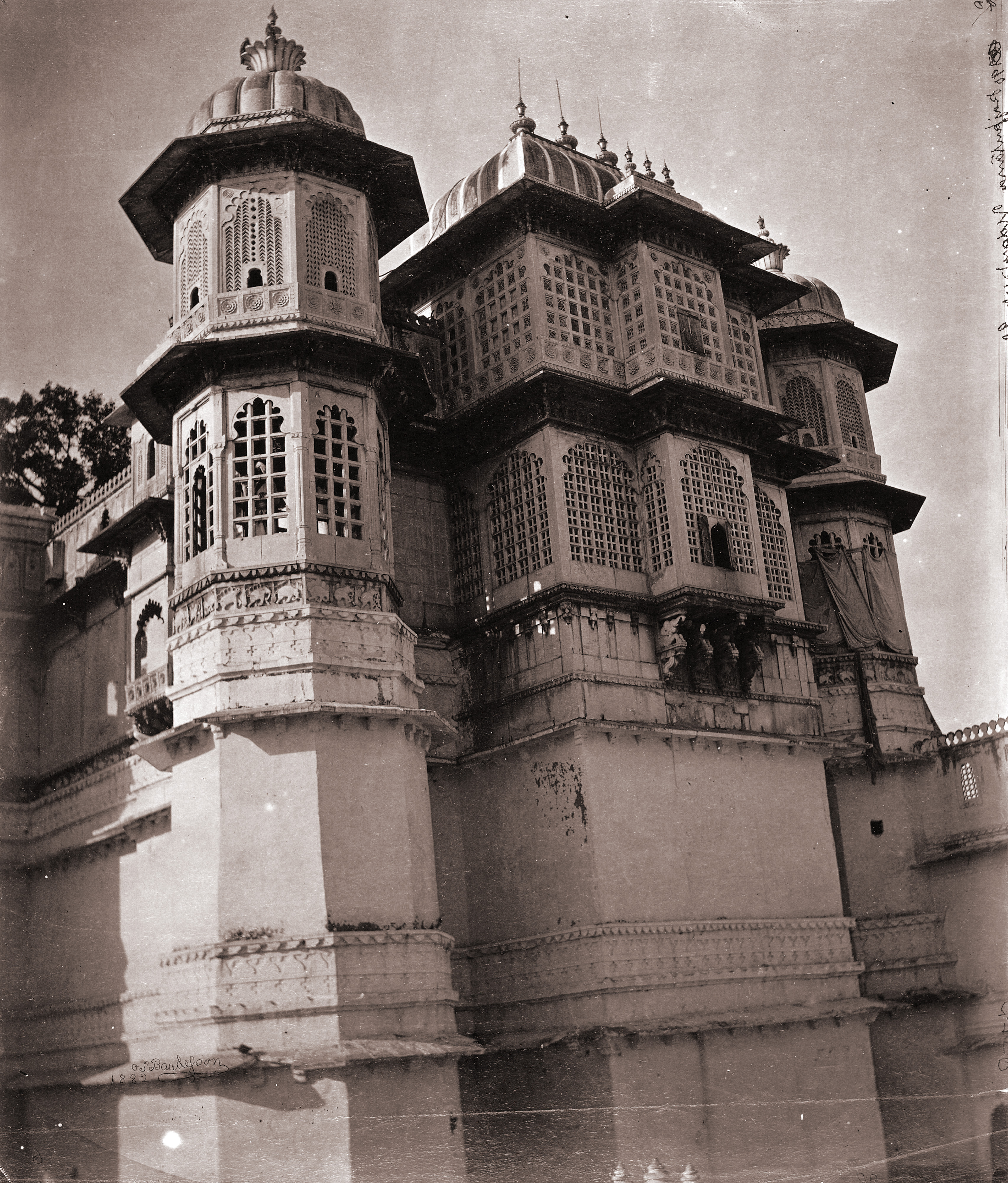
Vista esterna di un angolo del palazzo
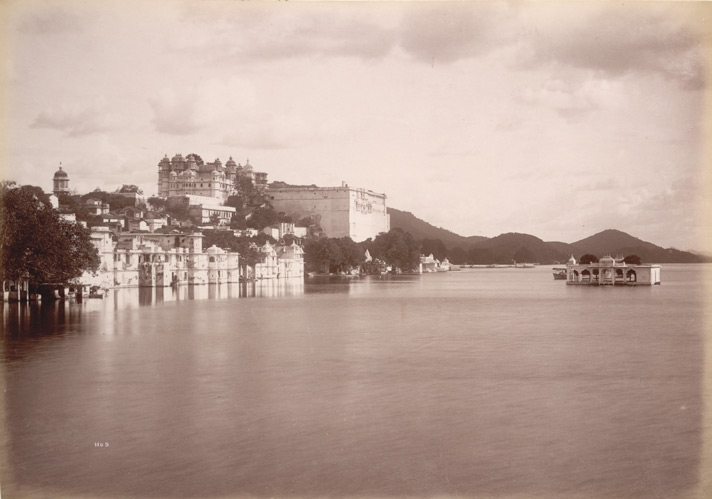
Vista del retro del Palace
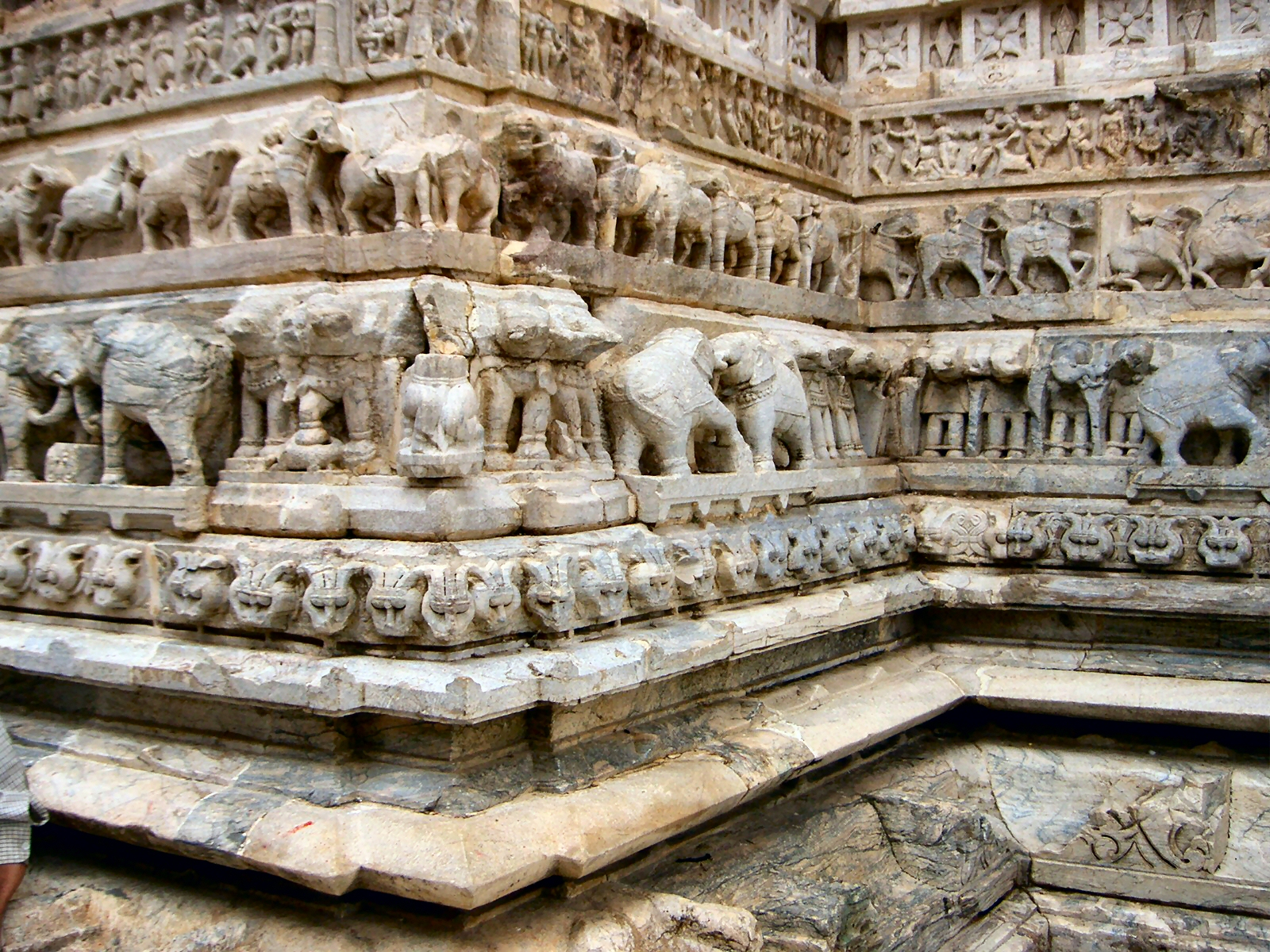
Elefanti scolpiti nel Jagdish Mandir
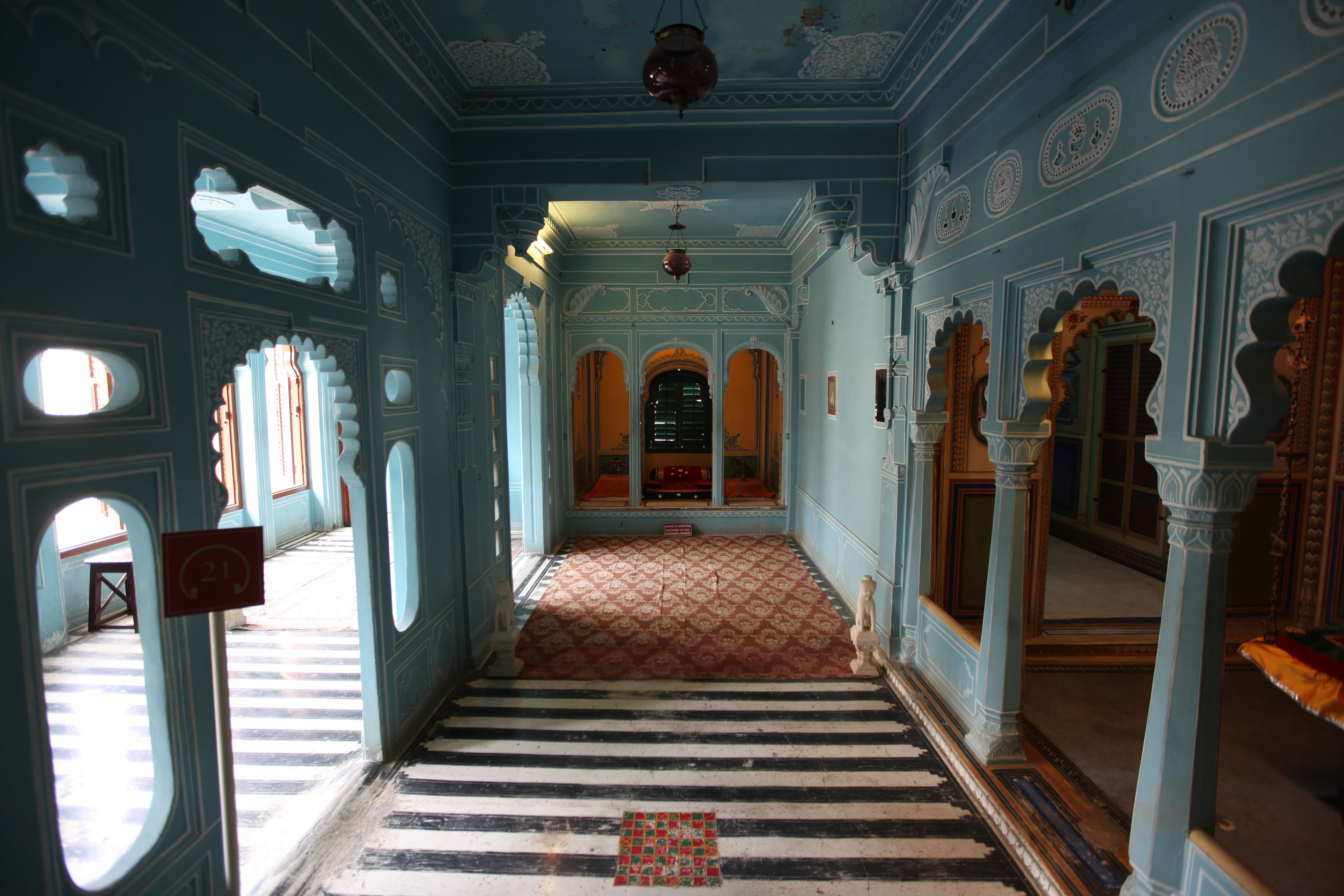
Vista dell'interno del City Palace, Udaipur.
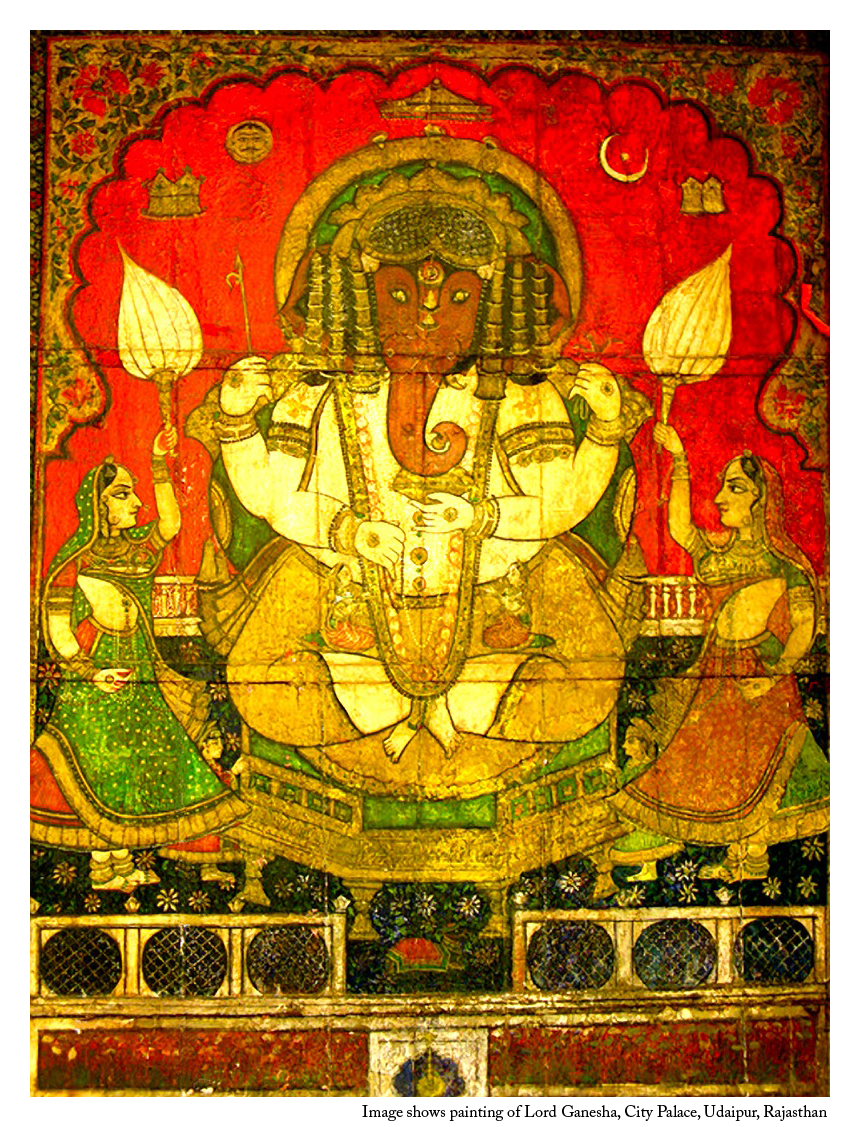
Dipinti Rajasthani del dio Ganesha, City Palace.
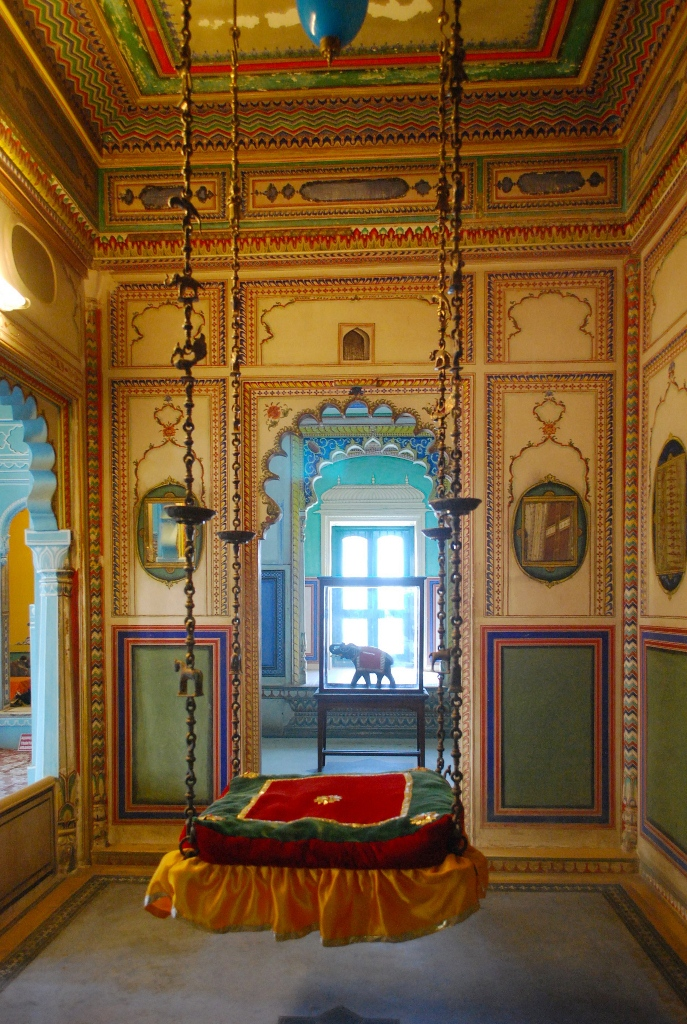
Altalena reale all'interno del Palace
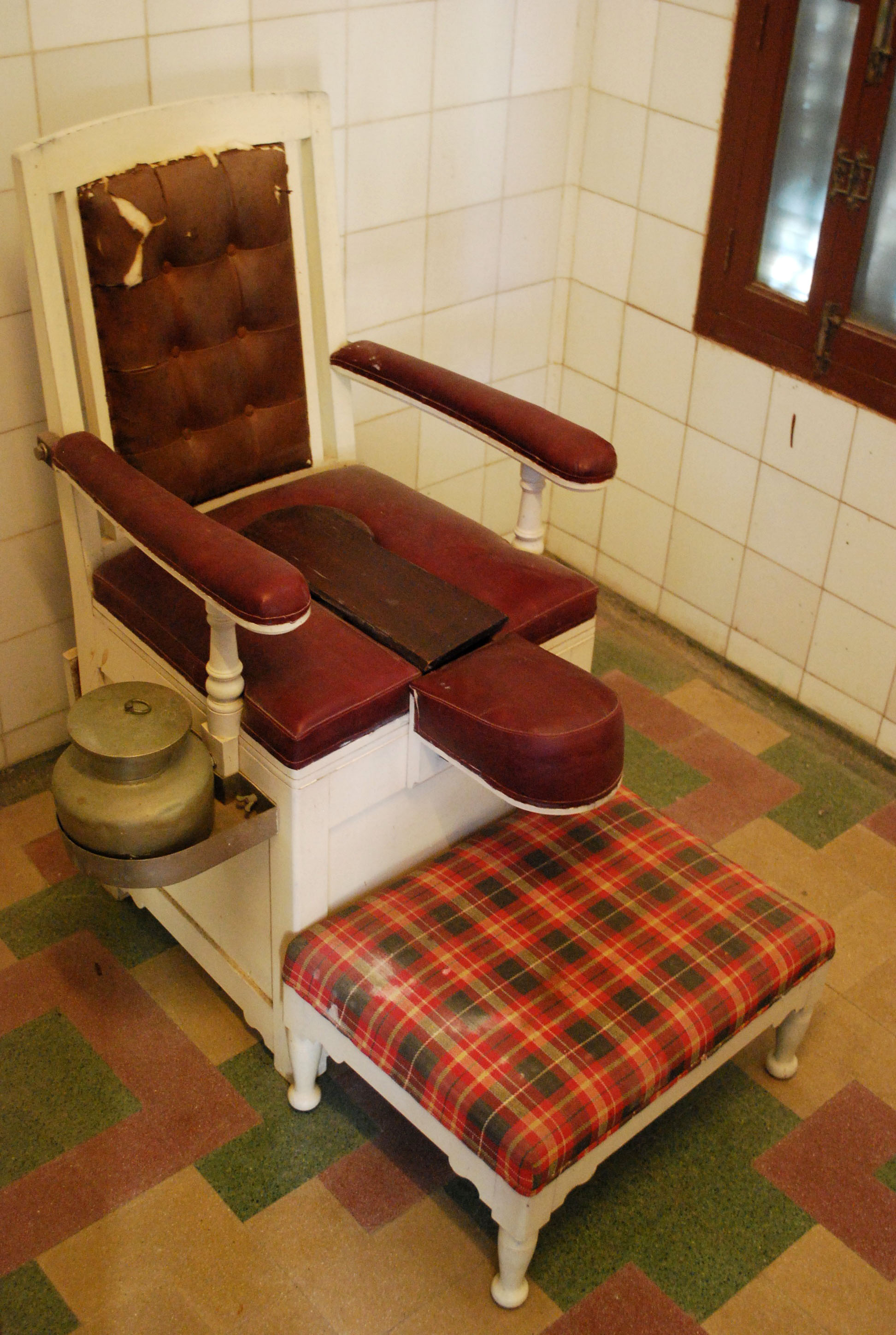
Comoda del re
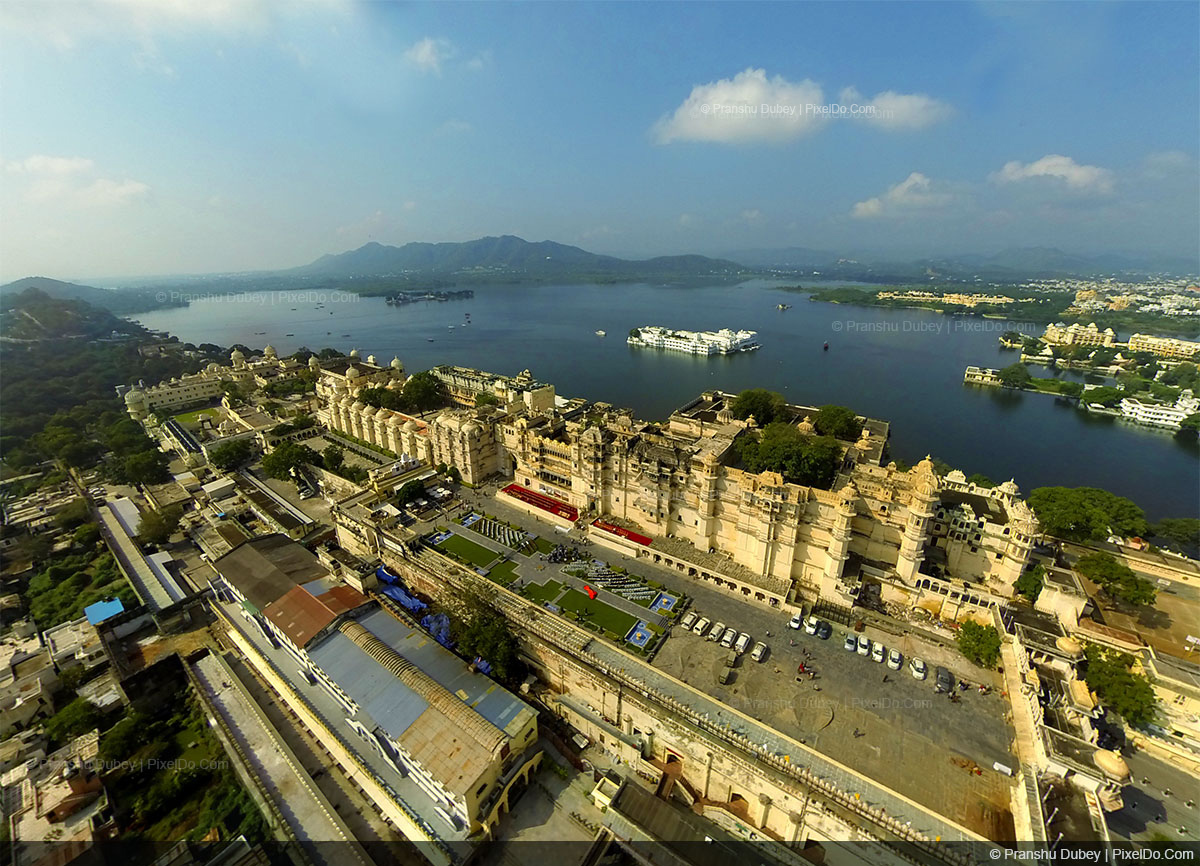
Fotografia aerea